# Gunfight at Comanche Creek
Gunfight at Comanche Creek (Brasil: Fúria de Brutos / Portugal: Duelo no Rio Diablo) é um filme estadunidense de 1963 do gênero faroeste, dirigido por Frank McDonald e estrelado por Audie Murphy e Ben Cooper.
Filmada em pouco mais de duas semanas, esta é a segunda refilmagem de Star of Texas (1953), considerado um dos últimos faroestes B. (Em 1957, George Montgomery estrelou Last of the Badmen, também baseado naquele filme).
No elenco está DeForest Kelley, que três anos mais tarde ficaria famoso para sempre no papel do Doutor "Bones" McCoy, na cultuada telessérie Star Trek.

## Sinopse
Quadrilha age sempre da mesma forma: liberta um preso, coloca-o em alguns assaltos, e mata-o para ficar com a recompensa quando esta sobe. Para desmascarar os criminosos e levá-los à prisão, a fictícia Agência Nacional de Detetives designa o detetive Bob Gifford. Bob assume a identidade de Judd Tanner, um bandido inventado pela agência. Ele consegue infiltrar-se no bando e participa dos crimes com o rosto descoberto, de forma que o prêmio por sua captura aumenta sempre. Contudo, Amos Troop, o chefe visível da quadrilha, começa a suspeitar que um dos membros é um agente encoberto.

## Elenco
| Ator/Atriz      | Personagem              |
| --------------- | ----------------------- |
| Audie Murphy    | Bob Gifford/Judd Tanner |
| Ben Cooper      | Bill 'Kid' Carter       |
| Colleen Miller  | Abbie Stevens           |
| DeForest Kelley | Amos Troop              |
| Jan Merlin      | Nielson                 |
| Adam Williams   | Jed Hayden              |
| John Hubbard    | Xerife Dan Shearer      |
| Susan Seaforth  | Janie                   |
| John Milford    | Bill Peters             |